# Революційна робітнича партія (Росія)
Революційна робітнича партія (РРП) — незареєстрована російська політична партія троцькістської спрямованості, створена в 1999 році. З 2002 по 2011 роки в Росії діяли дві організації, які мали назву «Революційна робітнича партія». У 2011 році активісти однієї з них, із центром у Пермі, взяли участь у створенні «Російського соціалістичного руху».

## Створення та перші роки діяльності
На Сьомому з'їзді КРДМС у січні 1999 року організація ухвалила рішення про вступ до Комітету за марксистський інтернаціонал (КМІ) та перейменування організації на РРП. У 2002 році РРП розкололася на три організації: РРП з центром у Москві, РРП з центром у Пермі та Марксистську групу «Робітнича демократія», визнану Комітетом за марксистський інтернаціонал своєю російською секцією.

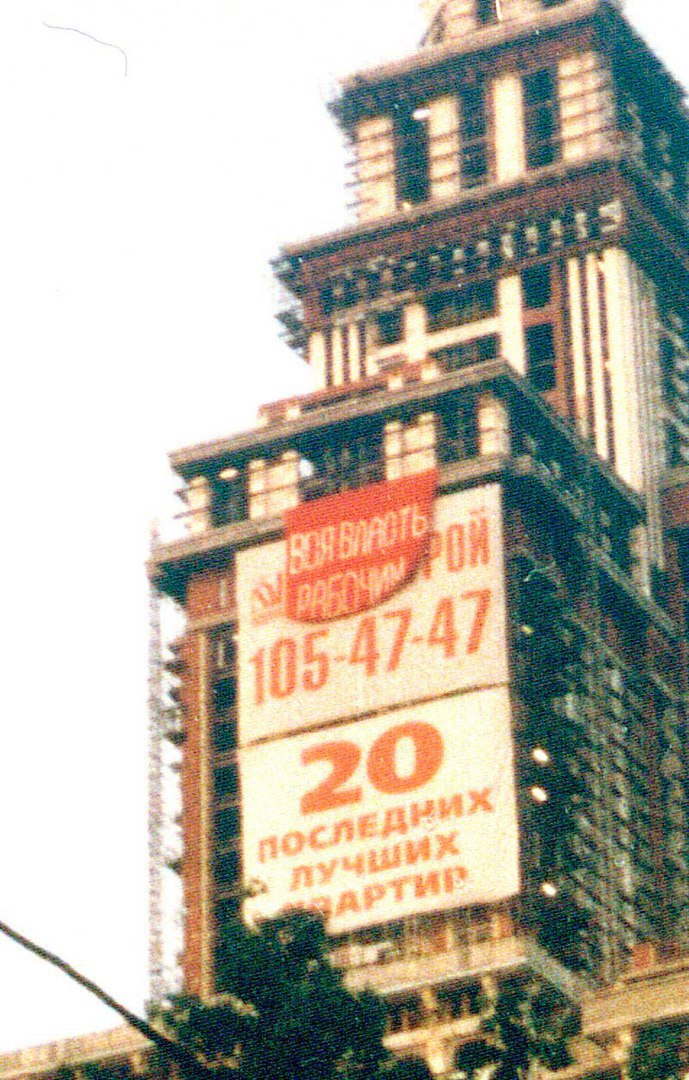
7 травня 2004 року. Москва. Банер РРП на Тріумф-Паласі

## РРП (Перм)
Організація була зосереджена у Пермському краї та займалася переважно житловим рухом. Активісти РРП брали участь у створенні та роботі Координаційної ради протестних дій у місті Пермі та Ради пермських гуртожитків, брали активну участь у роботі загальноросійського Союзу координаційних рад. Також організація взаємодіяла з російським об'єднанням профспілок «Захист праці».  Видавала газету «Робітнича демократія».
Лідерами організації були Анастасія Мальцева та Вадим Лагутенко. 2005 року Анастасія Мальцева брала участь у створенні Координаційної ради протестних дій (КСПД) у Пермі, що виникла на хвилі антимонетизаційної кампанії. Мальцева є співголовою КСПД, а також одним із лідерів гуртожиткового руху міста.
2007 року з організації вийшло кілька студентських активістів, які сформували Марксистську групу «Комуністична ініціатива» (КІ). У грудні 2007 року члени КІ ухвалили рішення про вступ до «Соціалістичного опору», ставши його пермським осередком. 1 квітня 2011 року на основі місцевих організацій Революційної робочої партії та «Соціалістичного опору» було створено регіональне відділення «Російського соціалістичного руху у Пермському краї».

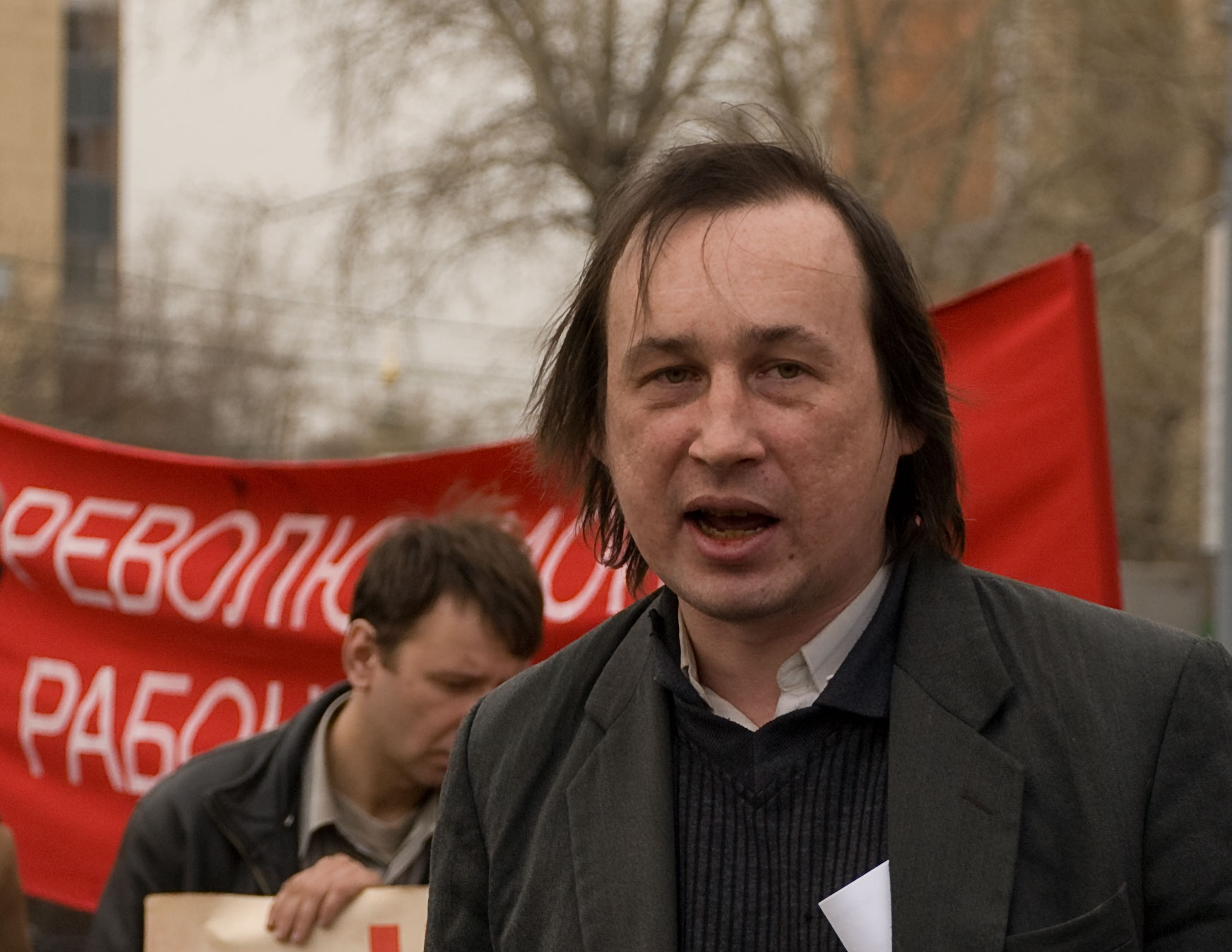
Лідер РРП Сергій Бієць (1968—2019) виступає на мітингу

## РРП (Москва)
Центральна організація розташована у Москві, також є групи в Санкт-Петербурзі, Ульяновську, Тольятті, Пскові, Воронежі, Краснодарі, Нальчику, Волгограді, Хабаровську, Оренбурзі, Чувашії, Дагестані та прихильники в інших регіонах Росії, а також у Білорусі, Україні, Молдові, Киргизії та Фінляндії.[джерело?]
Бере участь у робітничому та житловому русі. У робітничому русі організація активно співпрацює з профспілковими організаціями, зокрема «Робітничою асоціацією», та з іншими незалежними профспілками, проте не вважає за принципову різницю між так званими «жовтими» (схильними до пошуку компромісів з роботодавцем) та «класовими» (безкомпромісними) профспілками. За наявності всередині підприємства, де намічається трудовий конфлікт, осередки «офіційної» профспілки, наприклад, ФНПР і надії схилити його до досить рішучих дій на захист робітників, воліє співпрацювати з ним, замість проведення роботи зі створення відділення «альтернативної» профспілки. Іноді це призводить до конфліктів з іншими лівими партіями, які також беруть участь у робітничому русі та звинуваченнях в опортунізмі.[джерело?]
У житловому русі бореться проти незаконних, на її думку, угод із продажу заводських гуртожитків під час приватизації підприємств та спроб нових власників представити мешканців приватизованих будинків як самозагарбників, за якими йдуть спроби їх виселити. Вимагає передачі всіх колишніх заводських гуртожитків у муніципальну власність та укладання з мешканцями договору найму соціального. Використовуючи у боротьбі юридичні механізми, підкріплює їх організацією масових акцій.
Видає газету «Робоча демократія», а також низку регіональних та заводських газет, таких як, наприклад, «Робоча демократія на ВАЗі» у місті Тольятті.
Члени партії брали участь в установчому з'їзді створюваної колишніми членами Альтернативного міськкому КПРФ альтернативної Об'єднаної Комуністичної партії (ОКП) і здебільшого подали заяву про входження до неї. На з'їзді деяких лідерів РРП було обрано до Центрального комітету ОКП і було вирішено зробити газету «Робітнича демократія» органом ОКП.
Звична для активу РРП діяльність у цей час проходила під прапорами ОКП, проте згодом в ОКП стався розкол і у вересні 2015 року було проведено Відновлювальну конференцію Московської РРП. 8 травня 2016 року в Москві було скликано загальноросійський 11-й з'їзд РРП, на якому було прийнято оновлені статут та програму, обрано керівні органи партії та намічено стратегію її подальшого розвитку.
У 2017 році, внаслідок внутрішніх розбіжностей, в РРП спочатку виділилося «робітниче крило», а потім внутрішньоорганізаційний конфлікт призвів до розколу і заснування частиною активу Робітничої комуністичної партії, що пішла з РРП.
У серпні 2018 року в РРП стався розкол з питання підтримки Вадима Куміна як кандидата на мера Москви, у якому Центральний Комітет РРП наполягав на продовженні підтримки КПРФ на виборах. Частина, що відкололася від РРП, об'єдналася з Міжнародною Марксистською Тенденцією і перейменувалася на «Марксистську Тенденцію» — секцію ММТ.